# サイコドリーム
『サイコドリーム』 (Psycho Dream) は、1992年12月11日に日本テレネットから発売されたスーパーファミコン用横スクロールアクションゲーム。
主人公のシジマ・リョウおよびトバリ・マリアを操作し、ドラッグムービーによって現実世界へ戻れなくなった少女、柚木沙耶香の精神を救出する事を目的としている。主人公には残機が存在せずライフ制となっている事や、ミス時にパラメータがリセットされる事を特徴としている。
開発はライオットが行い、プロデューサーはスーパーファミコン用ソフト『Edono 牙』（1993年）を手掛けた山本雅康およびPCエンジンSUPER CD-ROM2用ソフト『天使の詩』（1991年）を手掛けた福島孝。ディレクターの西健一、音楽のなるけみちこも同じく『天使の詩』に参加していた。トータル・デザインおよびシナリオ、美術は漫画家の西崎まりのが担当している。
北米向けにも『Dream Probe』のタイトルで1993年の発売が予定されていたが、北米での販売を担当するRenovation社が消滅したため、そのまま未発売となった。2012年にはWindows用ソフトとしてプロジェクトEGGで、2021年にはスーパーファミコン Nintendo Classicsで配信された。

## ゲーム内容

### システム
全6ステージからなる横スクロールアクションゲーム。操作系統は8方向キー＋ABYRの4ボタン。設定上ゲーム画面をビデオ映像と捉え、各ステージは「トラック」と呼ばれる。各トラックは場面転換毎3つのチャプターに区切られており、チャプター1、2が横スクロールのアクションステージ、チャプター3がボスキャラ戦となる。
キャラクターの攻撃方法にはアイテムで強化が可能な通常攻撃と回数制限のある強力な特殊攻撃が有る。攻撃判定の軌道や威力に違いはあるが、相性などは存在しないため、全ての攻撃で全ての敵にダメージを与える事が出来る。また、敵やオブジェクトを倒すと、ランダムでアイテム「プロテイン」が現れ、これらを取る事でキャラクターを強化する事ができる。
プレイヤーキャラはライフ制がとられており、残機という概念は無く、ライフがゼロになるか、タイムリミットを迎えるとゲームオーバーとなる。
コンティニューは無限にできるが、再挑戦の際にはスコアとキャラクターパラメータがリセットされ、丸腰の状態で当該チャプターに挑む事となる。

### アイテム
グリーンプロテイン
Dムービー内における植物由来エネルギーの結晶。取る事で一定時間無敵になる。
ピンクプロテイン
Dムービー内におけるサイコエネルギーの結晶体。ライフ回復アイテム。
パープルプロテイン
生体エネルギーがサイコエネルギーへと変相位した結晶体。特殊攻撃のストックが1つ増える。
イエロープロテイン
細胞増殖させ、身体に「フリーク」と呼ばれる変体を引き起こす薬品。通常攻撃を一段階強化する。連続して取る事で攻撃は三段階に変化する。
ブループロテイン
寄生生物により「フリーク」を引き起こす薬品。通常攻撃が飛び道具へと変化する。イエロープロテイン同様、連続して入手する事でこちらも三段階に強化が可能。
レッドプロテイン
究極の薬品。イエロー、ブルーどちらかの三段階のフリークアウトを完成させた後に取得すると、トランスミューテーション（完全変体）し最終形態に変化する。

## 設定
本作の設定、およびストーリーはエピローグも含めて説明書に記述されており、ゲーム本編中に台詞などの明確なストーリー描写は無い。以下のストーリーは説明書内で語られるものである。

### ストーリー
いつの頃からか定かではないが、世界には精神遊離剤と感覚接続器を介して人間に仮想の世界を体験させる娯楽「ドラッグムービー（Dムービー）」が存在していた。それは1980年代初頭時点ではまだ噂話程度にしか知られていなかったが、10年とかからずに世間に普及、特に若者の間で流行となっていった。
このDムービーの流行は理想の世界に行ったきり現実へ戻ってこなくなる若者を無数に生み出した。「シンカー」と呼ばれるそういった若者らは、精神だけは理想の夢の中で過ごしているが現実の肉体は眠ったまま呼吸以外に何もしない状態にあり、当然長くは生存し得ない。しかしそれを承知でシンカーになる者は後を絶たなかった。
こういった事態への対策に国家公安委員会は公安4課、通称「ダイアモンドの犬」を1984年に組織。Dムービーに耐性のある人間をシンカーの精神に潜入させ、もはや自発的には戻ることのない彼らの連れ戻しにあたらせていた。この連れ戻し役の名を「デバッガー」と言う。
1992年、17歳の少女柚木沙耶香（ゆうき さやか）がシンカーとなった。彼女が選んだDムービーはデヴィッド・ヴィスコンティ監督作品「廃都物語」。沙耶香の精神を連れ戻す為、彼女の元へ二人のデバッガー、シジマ・リョウとトバリ・マリアが派遣された。
シンカーを連れ戻す作業は危険を伴う。もしも作業途中でシンカーの命が尽きればその精神世界内にいるデバッガーの精神もただではすまないのだ。シンカーとなってから経過した三日の時間ともともとの病弱さのため、あと24時間もすれば沙耶香は死ぬだろう。リョウとマリアは沙耶香の精神と融合した廃都物語へとシンクするのだった。
激しい戦いの末、リョウとマリアは沙耶香の救出に成功する。それから数ヶ月後。春の陽気の中、リョウとマリアは桜並木の道を散策しながら穏やかに休日を過ごしていた。ふと、マリアが一人の少女に気付く。少女は神社の鳥居の下で少年と話していた。彼女はマリアに気付いて笑顔でお辞儀をし、少年と手を組んで表通りの雑踏に消えていく。今の女の子は誰かとリョウが尋ねると、マリアは呆れたように沙耶香だと説明する。長かった髪をショートにし、印象が大きく変わっていた彼女にリョウは気付かなかったのだった。

### 廃都物語
作中に登場するDムービー「廃都物語」は、元々本作のデザイナーを務めた西崎まりのにより1984年から1991年までに発表されたオムニバス漫画作品である。荒廃した都市、ボンテージファッション、クリーチャーの存在、人間が異形の生物へとミューテーションする等いくつかの要素がゲーム本編とも共通しており、ロゴデザインも同一のものが使用されているが、ゲームのストーリーと直接のつながりはない。

## 登場人物
シジマ・リョウ
主人公の一人。公安4課「ダイヤモンドの犬」の一員でそれまでの経歴・年齢は一切不明。Dムービーに対し高い耐性を持つデバッガーで、シンクしたDムービー内では長剣「スラストセイバー」を武器に戦う。特殊攻撃「モゼイックディジーズ」により、Dムービーをモザイク化する事で画面上全ての敵にダメージを与える事が出来る。
トバリ・マリア
主人公の一人。リョウ同様に経歴・年齢不詳のデバッガーで「ダイヤモンドの犬」の一員。Dムービー内ではバラ鞭「ローズラッシュ」を用いて戦う。特殊攻撃は血の雨を降らせ画面全体にダメージを与える「ブロッディレイン」。
柚木 沙耶香（ゆすき さやか）
逗子の旧家に生まれた病弱な17歳の少女。13歳の時に父親は愛人と共に姿を消しており、母子家庭。厳格かつ過保護な母親による抑圧からDムービーへと逃避しており、大量に薬物を摂取した状態でDムービーへとシンクしブレインアウトしてしまった。命の危機に瀕しながらも現実への帰還を拒んでおり、「来ないで、私を探さないで」の言葉を残しデバッガーから逃げ続ける。ゲーム本編は、リョウとマリアの二人が、彼女の夢と混濁したDムービー「廃都物語」へとシンクする所から始まる。

## 他機種版
| No. | タイトル                             | 発売日        | 対応機種        | 開発元   | 発売元             | メディア                         | 型式 | 備考 | Ref.        |
| --- | ------------------------------------ | ------------- | --------------- | -------- | ------------------ | -------------------------------- | ---- | ---- | ----------- |
| 1   | サイコドリーム                       | 2012年4月24日 | Windows         | エディア | D4エンタープライズ | ダウンロード （プロジェクトEGG） | -    |      | [ 5 ]       |
| 2   | スーパーファミコン Nintendo Classics | 2021年2月17日 | Nintendo Switch | 任天堂   | 任天堂             | ダウンロード                     | -    |      | [ 6 ] [ 7 ] |

## スタッフ
- トータル・デザイン：西崎まりの
- 音楽：なるけみちこ[8]
- 効果音：森賢一
- プログラム：山本雅康[9]
- デザイン・ディレクター、CGメイン・キャラクター・デザイン：加藤清文
- CGクリーチャー・デザイン：斎藤公明、加藤清文、岩田隆樹
- CGマップデザイン：加藤清文、鈴木敦志、斎藤公明
- デモンストレーション・デザイン：斎藤公明
- プロダクション・マネージャー：菊池栄二
- ストーリー：西健一、西崎まりの
- ディレクター：西健一
- プロモーション・ユニット
  - プロデューサー：三浦智子
  - アシスタント・プロデューサー：吉岡たかを、鈴木正芳、むらたかずひこ
  - デザイン：おおたただし、いそやまけいこ、みぞかみあきこ
  - CF/VTRクルー：かねこまさひこ、ほそきみつひさ、いのぐちようこ
- エグゼクティブ・プロデューサー：小川史生
- マニュアル&パッケージ：おおのまさひさ、馬上禎樹
- デザイン・ライティング：あべひろみ、西崎まりの
- パッケージ・デザイン：IR
- スーパーバイザー：しみずあきら
- プロデューサー：山本雅康、福島孝

## サウンドトラック
- サイコドリーム オリジナル・サウンドトラック（2022年3月2日/CASSETRON/規格番号CTN-003）

CASSETRONレーベルの第３弾として発売された。全１５曲を収録。未使用楽曲も収録されている。

## 評価
ゲーム誌『ファミコン通信』の「クロスレビュー」では合計18点（満40点）、『ファミリーコンピュータMagazine』の読者投票による「ゲーム通信簿」での各要素の評価は以下の通りとなっており、17.43点（満30点）を獲得している。この得点は1993年時点でのスーパーファミコン全ソフトの中で、292位（323本中）である。また、同雑誌1993年8月情報号特別付録の「スーパーファミコンオールカタログ'93」では、「ホラーやスプラッター映画に出てきそうなグロテスクな敵キャラがウリの、縦横スクロールアクション」と紹介されている。
| 項目 | キャラクタ | 音楽 | 操作性 | 熱中度 | お買得度 | オリジナリティ | 総合  |
| 得点 | 2.87       | 3.13 | 2.87   | 3.00   | 2.74     | 2.83           | 17.43 |